# Шанхайский кинофестиваль
Шанхайский международный кинофестиваль (кит. упр. 上海国际电影节, пиньинь Shànghǎi guójì diànyǐngjié) — крупнейший кинофестиваль Китая. Имеет аккредитацию Международной федерации ассоциаций кинопродюсеров.

## История
Первый Шанхайский кинофестиваль прошёл в октябре 1993 года, на нём демонстрировалось 167 фильмов из 33 стран, его посетило 300 тысяч зрителей, среди членов жюри были Карен Шахназаров и Оливер Стоун. С тех пор он проходил каждые два года, вплоть до 2001 года, когда его было решено проводить ежегодно. В 2003 году кинофестиваль был отменён из-за эпидемии атипичной пневмонии.

## Награды
Главной наградой Шанхайского кинофестиваля является «Золотой кубок» (кит. 金爵), вручаемый за лучший фильм. Помимо него, вручаются следующие награды:
- Специальная награда жюри
- Золотой кубок за лучшую мужскую роль
- Золотой кубок за лучшую женскую роль
- Золотой кубок за лучшую режиссуру
- Золотой кубок за лучший сценарий
- Золотой кубок за лучшую музыку
- Золотой кубок за лучшую операторскую работу